# Hrabstwo Erie (Nowy Jork)
Erie – hrabstwo (ang. county) w stanie  Nowy Jork w USA. Populacja w 2000 r. wynosiła 950 265 mieszkańców.
Powierzchnia hrabstwa wynosi 3178 km², a gęstość zaludnienia – 351 osób/km².

## Miasta
- Alden
- Amherst
- Aurora
- Boston
- Brant
- Buffalo
- Cheektowaga
- Clarence
- Colden
- Collins
- Concord
- Eden
- Elma
- Evans
- Grand Island
- Hamburg
- Holland
- Lancaster
- Lackawanna
- Marilla
- Newstead
- North Collins
- Orchard Park
- Sardinia
- Tonawanda
- Wales
- West Seneca

## Wioski
- Akron
- Alden
- Angola
- Blasdell
- Depew
- East Aurora
- Farnham
- Hamburg
- Kenmore
- Lancaster
- North Collins
- Orchard Park
- Sloan
- Springville
- Williamsville

## CDP
- Angola on the Lake
- Billington Heights
- Cheektowaga
- Clarence
- Clarence Center
- Eden
- Eggertsville
- Elma Center
- Grandyle Village
- Harris Hill
- Holland
- Lake Erie Beach
- North Boston
- Tonawanda
- Town Line
- Wanakah
- West Seneca